# Lepanthes aciculifolia
Lepanthes aciculifolia är en orkidéart som beskrevs av Carlyle August Luer. Lepanthes aciculifolia ingår i släktet Lepanthes och familjen orkidéer. Inga underarter finns listade i Catalogue of Life.